# Belawan I
Belawan I is een bestuurslaag in het regentschap Medan van de provincie Noord-Sumatra, Indonesië. Belawan I telt 20.161 inwoners (volkstelling 2010).